# 1re escadre (Royal Navy)
Pour les articles homonymes, voir 1re escadre.

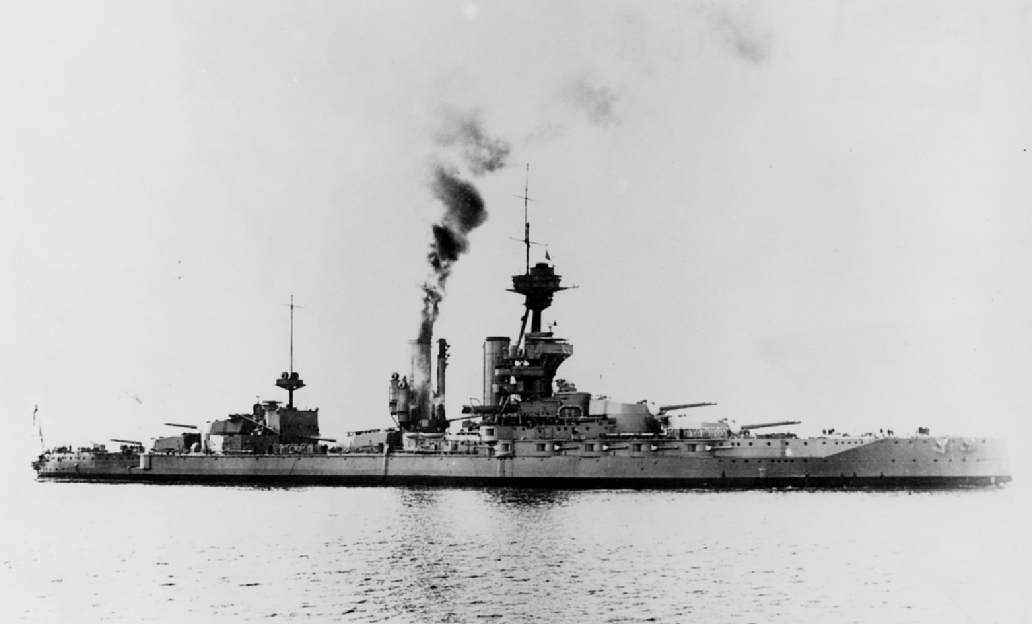
Le (1912).

La 1re escadre était une escadre de cuirassés de la Royal Navy qui fit partie de la Grand Fleet lors de la Première Guerre mondiale.

## Ordre de bataille

### Août 1914

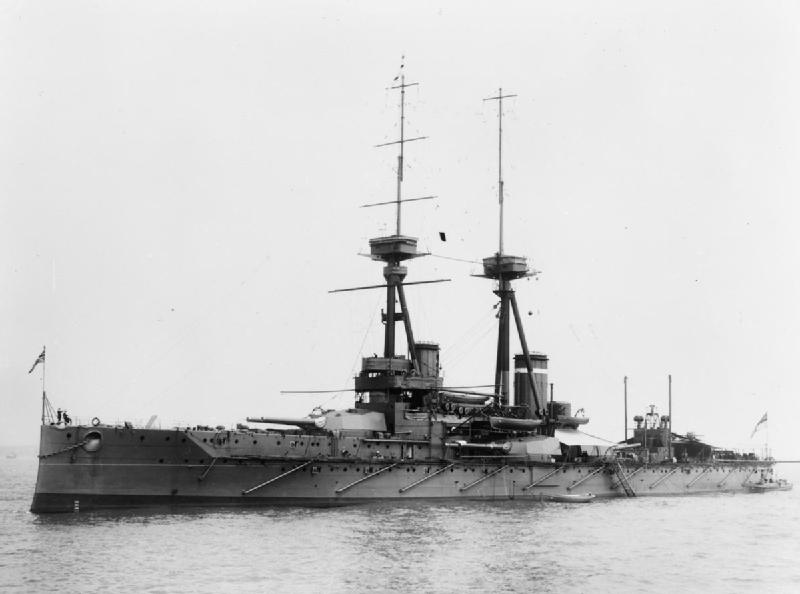
Le (1908).

Le 5 août 1914, sa composition était la suivante :
- HMS Marlborough ;
- HMS Collingwood ;
- HMS Colossus ;
- HMS Hercules ;
- HMS Neptune ;
- HMS St. Vincent ;
- HMS Superb ;
- HMS Vanguard.

### Bataille du Jutland, juin 1916
- 6e division
  - HMS Marlborough Capitaine G. P. Ross ;

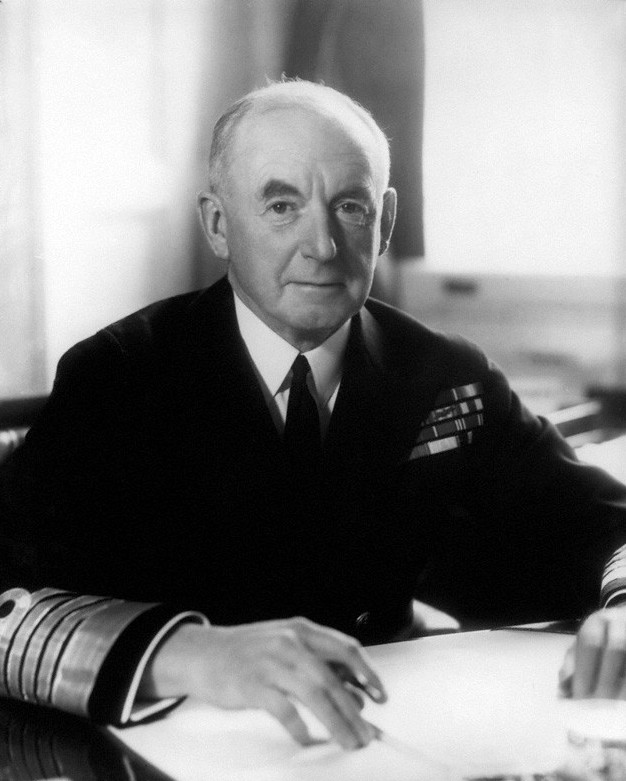
L'officier de marine Dudley Pound, commandant du HMS Colossus (1910).

  - HMS Revenge Capitaine E. B. Kiddle ;
  - HMS Hercules Capitaine L. Clinton-Baker ;
  - HMS Agincourt Capitaine H. M. Doughty ;
- 5e division
  - HMS Colossus Capitaine Dudley Pound ;
  - HMS Collingwood Capitaine J. C. Ley ;
  - HMS St. Vincent Capitaine W. W. Fisher ;
  - HMS Neptune Capitaine V. H. G. Bernard.

### 1917 et 1918
- HMS Marlborough
- HMS Agincourt
- HMS Benbow - (à partir de juillet 1916)
- HMS Canada
- HMS Emperor of India - (à partir de juillet 1916)
- HMS Revenge
- HMS Royal Oak - (à partir de mai 1916)
- HMS Royal Sovereign - (à partir de juin 1916)

## Seconde Guerre mondiale
Elle servit dans la Mediterranean Fleet de 1939 à 1943 avant de rejoindre la British Pacific Fleet et de participer à la bataille d'Okinawa à la fin de la Seconde Guerre mondiale.